# Polders rond Aardenburg
De polders rond Aardenburg vormt een complex van polders in de omgeving van Aardenburg dat tot het oudste deel van Zeeuws-Vlaanderen behoort en ook aansluit aan de hoger gelegen gronden, waar reeds vanaf het mesolithicum bewoning voorkwam. Door de inundatie van 1583 kwam een groot deel van het gebied blank te staan en werd vervolgens herdijkt.
Het complex bestaat uit de volgende polders:
- Isabellapolder benoorden Aardenburg
- Bewester Eede benoorden Sint-Pietersdijk
- Bewester Eede bezuiden Sint-Pietersdijk
- Beooster Eede-Hoogland van Sint Kruis
- Biezenpolder
- Kleine Boompolder
- Groote Boompolder
- Goodsvlietpolder
- Middelburgsche polder
- Papenpolder
- Lapscheurse Gatpolder
- Aardenburgse Havenpolder